# Ditte Krøyer
Ditte Krøyer Frederiksen (født 16. februar 1990 i Nakskov) er en dansk black metal-musiker, frontfigur i gruppen Vulvatorious og billedkunstner.

## Levnedsløb
Ditte blev født i 1990 i Nakskov, hvor hun efterfølgende voksede op. Hun følte som barn, at hun adskilte sig fra de fleste "almindelige" jævnaldrende i byen. Når hun skulle tegne et selvportræt, tegnede hun altid sig selv med hanekam, og da hun på et tidspunkt fik mulighed for at få en hanekamfrisure, greb hun straks chancen. Som 12-13-årig gik hun på billedskolen i Nakskov med Mini Blume som lærer, og det gav hende lyst til en kunstnerisk fremtid. Hun tog studentereksamen fra Maribo Gymnasium, hvor hun gik i klasse med sin senere medmusiker i Vulvatorious Sofie Angen, men vidste ikke for alvor bagefter, hvad hun skulle vælge som levevej. Hun forsøgte i første omgang en normal karrieresti, blev uddannet sygeplejerske i 2016 og arbejdede en kort tid i sundhedsvæsenet, men genoptog så sine kunstneriske ambitioner. Hun gik på Københavns Kunstskole og tog bagefter til Skotland, hvor hun blev bachelor med topkarakterer fra Glasgow School of Art. Derefter rejste hun til New York for at tage en to-årig masteruddannelse (Master of Fine Arts) på byens School of Visual Arts. I november 2025 er Krøyers første soloudstilling som billedkunstner planlagt i Nikolaj Kunsthal.

## Vulvatorious
I 2020 mødte Krøyer sin gamle gymnasieveninde Sofie Angen ved en koncert i Pumpehuset i København, og de besluttede at danne et metalband, der fik navnet Vulvatorious. Sammen med tre andre musikere tog de fat på at øve og skrive musik. Krøyer var forsanger og den primære sangskriver og blev også bandets frontfigur. Bandet udsendte sin første demo året efter, holdt sin første koncert i 2022 og udsendte sit debutalbum, der også hed Vulvatorious, i 2024. Samme år spillede gruppen på både Roskilde Festival og Copenhell og fik gode anmeldelser for både album og koncerter. Ikke mindst Krøyers sceneoptræden med et meget karakteristisk udseende med tung makeup, miniskørt, latextop, lange spidse sølvnegle og en kulsort hanekam samt en tilsvarende iøjnefaldende optræden er blevet fremhævet ved gruppens optrædener.

## Hæder
I 2024 fik Krøyer tildelt Kulturlegat Lolland, der tildeles særligt talentfulde unge lollikker, der videreuddanner sig indenfor et kunstnerisk område.